# Anthomastus robustum
Anthomastus robustum is een zachte koraalsoort uit de familie Alcyoniidae. De koraalsoort komt uit het geslacht Anthomastus. Anthomastus robustum werd in 1906 voor het eerst wetenschappelijk beschreven door Versluys. 